# Chữ Hmông Latin hóa
Chữ Hmông Latin hóa là bộ chữ Hmông theo ký tự Latin được lập ra trong nỗ lực tìm phương cách ghi lại tiếng H'Mông theo ký tự Latin. Các văn liệu tiếng Anh gọi là Romanized Popular Alphabet, viết tắt RPA.
Cho đến những năm 1950 tiếng H'Mông là một ngôn ngữ chưa có chữ viết. RPA được nhà truyền giáo Tin Lành tại Lào G. Linwood Barney ở tỉnh Xiengkhuang bắt đầu lập ra vào năm 1951 và hoàn thiện vào năm 1953 .
Bên cạnh đó thì vào năm 1959 thủ lĩnh tinh thần người H'Mông tại Lào là Yang Shong Lue (RPA: Yaj Soob Lwj; 1929 – 1971) lập ra bộ chữ Pahawh Hmông với hệ ký tự riêng (không phải Latin). Bộ chữ Pahawh dựa nhiều vào thổ ngữ ngành H'Mông Đơư (Hmông trắng; Hmong Daw; RPA: Hmoob Dawb) và H'Mông Lềnh (Hmông Xanh; Hmong Leng; RPA: Hmoob Leeg). Bộ chữ Pahawh Hmông hiện có mã unicode là U+16B00–U+16B8F .

## Lịch sử
Năm 1951 nhà truyền giáo Tin Lành tại Lào G. Linwood Barney (1923-2003) ở tỉnh Xiengkhuang lập ra RPA dựa trên thổ ngữ Hmông Lềnh (Mong Leng), với các cố vấn người H'Mông là Yang Geu và Xiong Tua. Ông tham khảo ý kiến với William A. Smalley, một nhà truyền giáo đã học tiếng Khmu tại tỉnh Luang Prabang vào thời điểm đó. Cùng lúc đó Yves Bertrais, một nhà truyền giáo Công giáo La Mã ở Kiu Katiam, Luang Prabang, đã tiến hành một dự án tương tự với Yang Chong Yeng và Thao Chue Her. Hai nhóm làm việc đã gặp nhau trong năm 1952 và hóa giải mọi sự khác biệt. Năm 1953 cho ra phiên bản "chữ Hmông Latin hóa" thống nhất.
Bộ chữ này đã trở thành hệ thống phổ biến nhất để viết tiếng Hmông ở phương Tây . Nó cũng được sử dụng trong khu vực Đông Nam Á và Trung Quốc cùng với các hệ thống văn bản khác.

## Phép chính tả

### Phụ âm và nguyên âm
| Âm tắc         | Âm mũi      | Âm mũi | Âm mũi | Âm mũi   | Âm kết       | Âm kết         | Âm kết    | Âm kết     | Âm kết         | Âm kết       | Âm kết       | Âm kết    | Âm kết        | l l    | Âm tắc xát     | Âm tắc xát   |
| Âm tắc         | ny nh       | n n    | m m    | ml ml    | p p          | pl pl          | t t       | d đ        | dl đr          | r tr         | c ch         | k c       | q k           | l l    | tx tx          | ts ts        |
| -------------- | ----------- | ------ | ------ | -------- | ------------ | -------------- | --------- | ---------- | -------------- | ------------ | ------------ | --------- | ------------- | ------ | -------------- | ------------ |
| Không biến đổi | /ɲ/         | /n/    | /m/    | /mˡ/     | /p/          | /pˡ/           | /t/       | /d/        | /tˡ/           | /ʈ/          | /c/          | /k/       | /q/           | /l/    | /ts/           | /ʈʂ/         |
| Trước ⟨n⟩      |             |        |        |          | np b /ᵐb/    | npl bl /ᵐbˡ/   | nt /ⁿd/   |            | ndl nđr /ⁿdˡ/  | nr r /ᶯɖ/    | nc nd /ᶮɟ/   | nk g /ᵑɡ/ | nq ng /ᶰɢ/    |        | ntx nz /ⁿdz/   | nts nj /ᶯɖʐ/ |
| Trước/Sau ⟨h⟩  | hny hnh /ɲ̥/ | hn /n̥/ | hm /m̥/ | hml /m̥ɬ/ | ph /pʰ/      | plh fl /pɬ/    | th /tʰ/   | dh đh /dʱ/ | dlh đl /tɬ/    | rh /ʈʰ/      | ch q /cʰ/    | kh /kʰ/   | qh /qʰ/       | hl /ɬ/ | txh cx /tsʰ/   | tsh /ʈʂʰ/    |
| ⟨n⟩ và ⟨h⟩     |             |        |        |          | nph mf /ᵐbʱ/ | nplh mfl /ᵐbɮ/ | nth /ⁿdʱ/ |            | ndlh nđl /ⁿdɮ/ | nrh nr /ᶯɖʱ/ | nch nq /ᶮɟʱ/ | nkh /ᵑɡʱ/ | nqh nkr /ᶰɢʱ/ |        | ntxh nx /ⁿdzʱ/ | ntsh /ᶯɖʐʱ/  |

- Điểm dừng chân thanh hầu không được ghi trong chính tả. Những từ thực sự ban đầu bởi nguyên âm được xác định bằng một dấu nháy đơn, mà do đó hoạt động như một số không phụ âm.

| Âm ma sát | Âm môi | Âm môi | Coronal | Coronal | Coronal | Dorsal | Dorsal | Glottal |
| Âm ma sát | f ph   | v v    | x x     | s s     | z j     | y z    | xy sh  | h h     |
| --------- | ------ | ------ | ------- | ------- | ------- | ------ | ------ | ------- |
|           | /f/    | /v/    | /s/     | /ʂ/     | /ʐ/     | /ʝ/    | /ç/    | /h/     |

| Nguyên âm | Nguyên âm đơn | Nguyên âm đơn | Nguyên âm đơn | Nguyên âm đơn | Nguyên âm đơn | Nguyên âm đơn | Nguyên âm mũi | Nguyên âm mũi | Nguyên âm mũi | Nguyên âm đôi | Nguyên âm đôi | Nguyên âm đôi | Nguyên âm đôi | Nguyên âm đôi |
| Nguyên âm | i i           | e ê           | a a           | o o           | u u           | w ư           | ee ênh        | aa ang        | oo ông        | ai ai         | aw ơư         | au âu         | ia iê         | ua uô         |
| --------- | ------------- | ------------- | ------------- | ------------- | ------------- | ------------- | ------------- | ------------- | ------------- | ------------- | ------------- | ------------- | ------------- | ------------- |
|           | /i/           | /e/           | /a/           | /ɔ/           | /u/           | /ɨ/           | /ẽ/           | /ã/           | /ɔ̃/           | /ai/          | /aɨ/          | /au/          | /iə/          | /uə/          |

### Âm điệu
RPA chỉ ra giai điệu của chữ viết ở phần cuối của một âm tiết  
chứ không có dấu như trong bảng chữ cái tiếng Việt hoặc bính âm. Không giống như tiếng Việt và tiếng Hoa, và tất cả các âm tiết Hmông kết thúc bằng một nguyên âm, có nghĩa là sử dụng chữ phụ âm để chỉ giai điệu sẽ không phải khó hiểu và cũng không mơ hồ.
| Âm                           | Ví dụ | Chính tả đánh vần | Chính tả đánh vần |
| ---------------------------- | ----- | ----------------- | ----------------- |
| Cao                          | Pob   | /pɔ́/              | Pó                |
| Trung                        | Po    | /pɔ/              | Po                |
| Thấp                         | Pos   | /pɔ̀/              | Pò                |
| Cao xuống giọng              | Poj   | /pɔ̂/              | Po (nhẹ)          |
| Trung lên giọng              | Pov   | /pɔ̌/              | Pó (sắc nhẹ)      |
| Giọng yếu (creaky voice)     | Pom   | /pɔ̰/              | Pọ                |
| Thấp xuống giọng (giọng thở) | Pog   | /pɔ̤/              | Pò (huyền nhẹ)    |

1. ⟨d⟩/⟨k⟩ đại diện cho một biến thể tăng thấp cuối cùng của cụm từ của giọng yếu

## Tại Việt Nam
Tại Việt Nam cũng có phương án chữ H'Mông theo tự dạng Latin lập năm 1961, và đã được chính phủ Việt Nam phê chuẩn. Bộ chữ được xây dựng theo ngữ âm ngành H'Mông Lềnh vùng Sa Pa, Lào Cai, có bổ sung thêm một số âm vị của các ngành H'Mông khác, gồm 59 phụ âm (có 3 âm vị phụ âm của ngành H'Mông Đơư và H'Mông Sua), 28 vần và 8 thanh. Vào thập niên 1970, phong trào học chữ H'Mông phát triển khá mạnh ở hầu hết các tỉnh miền núi phía Bắc của Việt Nam, nơi có nhiều người H'Mông sinh sống. Nhưng đến nay với nhiều nguyên nhân khác nhau mà tình hình học chữ H'Mông đã không còn phát triển như trước kia nữa.
Gần đây việc học chữ H'Mông bắt đầu phát triển, đáp ứng nhu cầu giao lưu qua mạng của người H'Mông. Ở Thái Nguyên, Trung tá công an Lầu Văn Chinh đã viết giáo trình, từ điển H'Mông-Việt.. Các trang về Hmong Vietnam trên Facebook nở rộ. Tuy nhiên hiện chưa có thông tin về bảng chữ Hmong  được sử dụng.